# Ильдрым, Чингиз
Чингиз Ильдрым (азерб. Çingiz İldırım, при рождении Чингиз Ильдрым оглы Султанов (азерб. Çingiz İldırım oğlu Sultanov); 10 июля 1890, Губадлы, Елизаветпольская губерния — 27 июля 1941, Москва) — азербайджанский советский государственный деятель, инженер-металлург.
Занимал должности народного комиссара по военным и морским делам (1920), народного комиссара почт и телеграфов и путей сообщения (1920—1924) Азербайджанской ССР.

## Биография
Родился 10 июля 1890 года в селе Кубатлы Зангезурского уезда Елизаветпольской губернии в семье землевладельца. Этнический курд.
Отец определил его и брата Джаббара в открывшуюся в Кубатлах русско-татарскую школу, по окончании которой Чингиз поступил в Шушинское реальное училище. После закрытия училища с 1906 по 1909 год продолжал учёбу в реальном училище города Владикавказ. Отправившись в Петербург, поступил на горнопромышленное отделение Политехнического института, которое окончил в мае 1916 года с дипломом инженера-металлурга.
Чингиз поступил на работу на столичный завод «Айваз» в Петрограде, где его застала Февральская революция. 3 (16) апреля на Финляндский вокзал приехал вернувшийся из эмиграции лидер большевиков В. И. Ульянов (Ленин), который оценил политическую ситуацию в России как благоприятную для начала осуществления мировой пролетарской революции и выступил с радикальными апрельскими тезисами. В 1921 году Ильдрым оставит следующие строки: «Я служу идеям и целям коммунистической партии с периода возвращения тов. Ленина в Петроград… С этого момента я являюсь ярым сторонником коммунистических идей».
В 1918 году назначен уполномоченным по делам мусульман внутренней России при СНК РСФСР. В мае 1918 года утверждён председателем Петроградского мусульманского отдела Комиссариата по делам национальностей Союза коммун Северной области.
Руководил мусульманской военной коллегией при Петроградском военном комиссариате. В июне 1918 года по инициативе Ильдрыма в Петрограде и Северной области был создан впервые мусульманский военный эскадрон, также известный как «Ильдрымийе» («ильдрымовцы»). Чингиз Ильдрым был избран в Петроградский совет рабочих и солдатских депутатов.
В 1919 году приезжает в родной край. Благодаря стараниям депутата азербайджанского парламента А. Г. Караева его назначили членом совета при Карабахском генерал-губернаторстве.
Участник установления Советской власти в Азербайджане. С 28 апреля 1920 года — народный комиссар военно-морских дел Азербайджанской ССР. С июня 1920 года — народный комиссар почты и телеграфа, с сентября 1920 по апрель 1924 года — народный комиссар путей сообщения Азербайджанской ССР.
В 1923 году — председатель правления общества воздушных сообщений АзССР Аздобролёт.
Со 2 января 1930 года — заместитель начальника строительства Магнитогорского металлургического комбината. На этой должности был командирован в США для ведения переговоров с инжиниринговой фирмой «Мак-Ки» (англ. Arthur McKee Company) из Кливленда и её владельцем Артуром Макки о доставке оборудования и чертежей для строительства комбината в Магнитогорске. Вернулся из США в январе 1932 года. С 1932 года — заместитель начальника комбината «Криворожстрой».
Арестован 7 июля 1937 года по обвинению в участии в «контрреволюционной, диверсионно-вредительской организации Азербайджанский национальный центр». На момент ареста был заместителем начальника Криворожского металлургического завода. 7 июля 1941 года приговорён Военной коллегией Верховного Суда СССР к высшей мере наказания. Расстрелян 27 июля 1941 года. Место захоронения — Коммунарка. Реабилитирован 12 декабря 1956 года.

## Награды
- Орден Красного Знамени (1926)[15].